# Crotalaria otoptera
Crotalaria otoptera är en ärtväxtart som beskrevs av George Bentham. Crotalaria otoptera ingår i släktet sunnhampor, och familjen ärtväxter. Inga underarter finns listade i Catalogue of Life.